# تشارلز هودجز
تشارلز هودجز (بالإنجليزية: Charles Hodges)‏ هو كاتب أغاني أمريكي، ولد في 29 يونيو 1947 في ممفيس في الولايات المتحدة.

## وصلات خارجية
- تشارلز هودجز على موقع ميوزك برينز (الإنجليزية)
- تشارلز هودجز على موقع أول ميوزيك (الإنجليزية)
- تشارلز هودجز على موقع ديسكوغز (الإنجليزية)